# K+K Klaas & Kock
Die K+K Klaas & Kock B.V. & Co. KG ist ein deutscher Lebensmitteleinzelhändler mit Hauptsitz in Gronau. Derzeit (Stand: 31. Dezember 2021) werden 215 Super- und Verbrauchermärkte im nördlichen Nordrhein-Westfalen sowie im westlichen Niedersachsen betrieben.

## Geschichte des Unternehmens

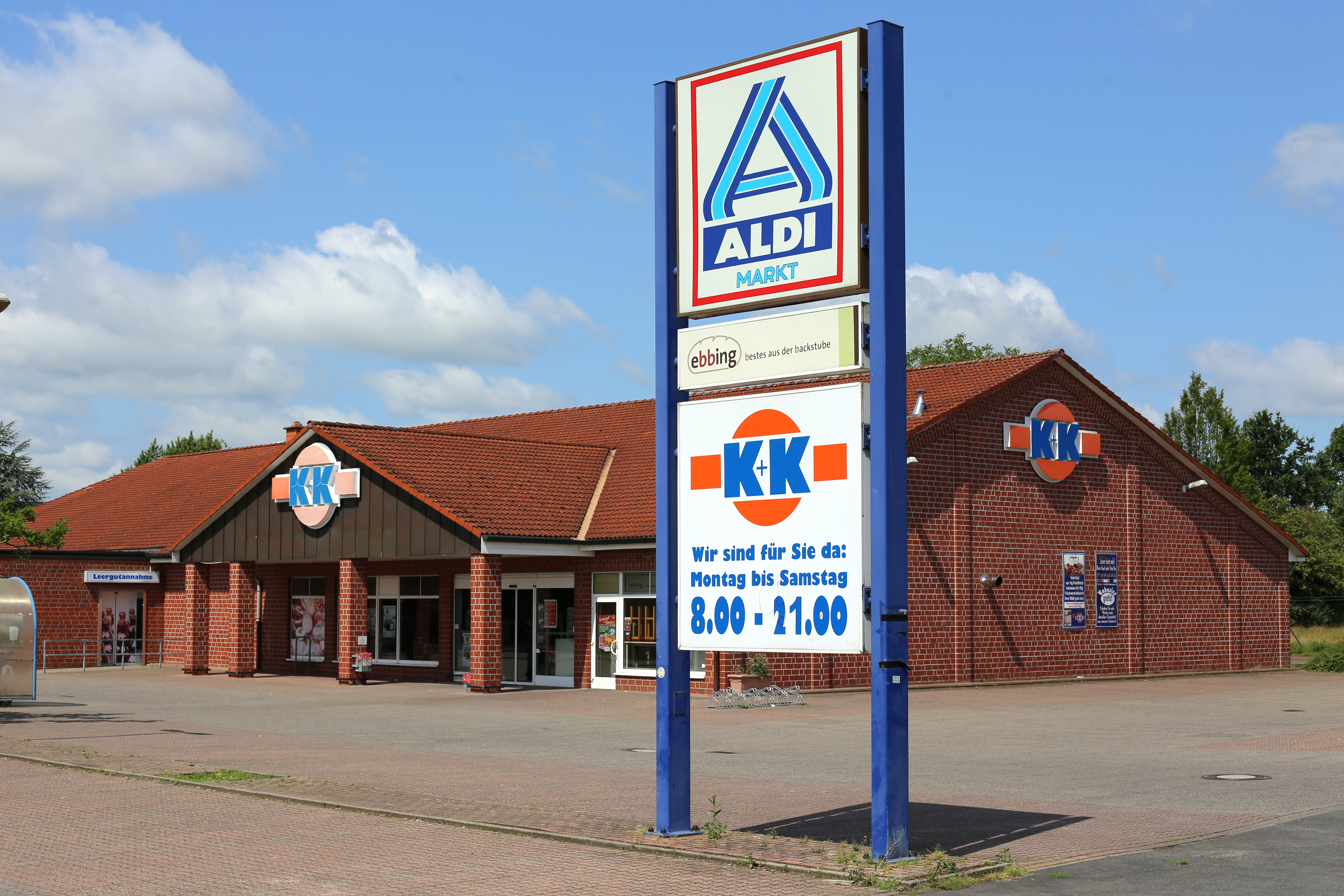
K+K-Filiale in Gescher

Klaas & Kock wurde 1950 von den beiden Kaufleuten Hans Klaas und Hermann Kock gegründet. Man spezialisierte sich zunächst auf den Großhandel von Süßwaren, später dann auch auf Lebensmittel allgemein. Der erste kleinere Laden wurde 1955 eröffnet, 1961 öffnete in Nordhorn die erste größere Filiale. 1965 wuchs Klaas & Kock auf sieben Filialen an, im gleichen Jahr wurden das Zentrallager und die Verwaltung in Gronau gebaut. 1971, das Unternehmen besaß bereits 19 Läden, kam die hauseigene Fleischwarenfabrik Drilander sowie eine Obst- und Gemüsezentrale hinzu.
1983 zog Hermann Kock sich aus dem Unternehmen zurück, die Söhne von Hans Klaas traten in die Geschäftsleitung ein. Zu diesem Zeitpunkt besaß Klaas & Kock 50 Filialen. Der 100. Markt wurde 1992 in Freren eröffnet, 1998 wurde in Dülmen der 150. Supermarkt eröffnet. Im Jahre 2007 folgte der 200. Supermarkt und der Inhaber, der noch immer sehr stark in der Geschäftsführung eingebunden war, feierte seinen 80. Geburtstag. Am 9. Mai 2011 verstarb Firmengründer Hans Klaas im Alter von 83 Jahren. K+K gehört zu den letzten familiengeführten deutschen Einzelhandelsunternehmen dieser Größe. Gemessen am Umsatz, nimmt das Unternehmen unter den Lebensmittelhändlern in Deutschland Platz 23 ein (Stand 2018).
Im Dezember 2017 gelang es Betrügern mit einem umlackierten und mit Magnetfolien in einen Geldtransporter verwandelten Lieferwagen sich einen Koffer mit den Einnahmen (1,8 Millionen Euro) aushändigen zu lassen. Die Täter, denen weitere Taten zur Last gelegt werden, wurden später gefasst und am 25. Mai 2020 zu Haftstrafen von bis zu 12 Jahren verurteilt.

## Ausdehnung
Der nördlichste Supermarkt befindet sich in Barßel, der südlichste in Castrop-Rauxel, den östlichsten findet man in Sulingen und den westlichsten in Sonsbeck. Alle 215 K+K-Supermärkte werden vom Zentrallager in Gronau mit angeschlossener Obst- und Gemüsegroßhandlung beliefert. Eine Filiale in Bad Essen hat die Besonderheit, dass sie auch sonntags geöffnet ist. 
Eine der größten Filialen nach Gronau befindet sich in Rheine an der Osnabrücker Straße. Das 1978 eröffnete Ladenlokal mit eigenem Parkdeck wurde 2014 abgerissen und 2016 durch einen Neubau mit über 4.000 Quadratmetern Verkaufsfläche ersetzt.